# Leidener Willeram
Der Leidener Willeram oder Egmonder Willeram  (auch Williram) ist eine altniederländische Bearbeitung von Willirams von Ebersberg Hohenlied-Kommentar. Der Text umfasst ungefähr 9500 Wörter und ist damit der umfangreichste noch erhaltene Text auf Altniederländisch.

## Zur Bezeichnung
Die Handschrift, die den Text enthält, befindet sich seit Ende des 16. Jahrhunderts in der Universitätsbibliothek Leiden, daher der Name Leidener Willeram.
Der andere Name, Egmonder Willeram, kommt vom vermuteten Entstehungsort der Handschrift, von der Abtei Egmond bei Egmond in der heutigen niederländischen Provinz Nordholland. Die Handschrift entstand gegen Ende des 11. Jahrhunderts.

## Ausgaben des Textes
Im Jahre 1598 gab der niederländische Gelehrte Paulus Merula den Text zum ersten Mal heraus.
Später gab es weitere Ausgaben, zum Beispiel 1827 von August Heinrich Hoffmann von Fallersleben und 1971 von Willy Sanders.

## Zur Bearbeitung
Willirams von Ebersberg Hohelied-Kommentar war wahrscheinlich zwischen 1059 und 1065 entstanden, und zwar in einem ostfränkisch gefärbten Spät-Althochdeutsch. Der niederländische Bearbeiter des Textes ist ziemlich frei mit seiner Vorlage umgegangen. Er versuchte sich an einer Anpassung des Textes an die eigene Mundart, was zu einer eigenwilligen Mischsprache führte. Einige althochdeutsche (ostfränkische) Sprachbestandteile hat er übernommen, wie zum Beispiel den Konsonantismus der Hochdeutschen Lautverschiebung, weshalb der Text auf den ersten Blick hochdeutsch wirkt.
An anderen Stellen hat er die Sprache angepasst, zum Beispiel bei Wortwahl und Flexion.
So schreibt der Bearbeiter ande statt unde („und“).
Dort, wo die Sprache nicht altostfränkisch, sondern altniederländisch ist, zeigt sich eine westliche Form der Sprache, die Berührungspunkte mit dem Westflämischen und dem Friesischen hat.

## Textbeispiel

### Willeram
Der Text ist zitiert nach Inleiding Oudnederlands von A. Quak und J. van der Horst.
Lateinische Passagen sind kursiv wiedergegeben.
Vor dem doppelten Schrägstrich steht der Vers aus dem Hohelied, dahinter der Kommentar.
Abschnitt 22 (Vox Christi ad ecclesiam):
Sino, scona bistu, friundina min - sino, scona bistu; thin ougan sint duvan ougan. //
Scona bistu an guoden werkan, scona bistu an reynan gethankon. Thin eynualdigheyd skinet an allan thinan werkon, wanda thu ueychenes ande gelichnisses niet neruochest.
Abschnitt 23 (Vox ecclesiae):
Sino, scone bistu, wine min, ande eerlich. //
Thu quithes, thaz ich scona si, auor al mina sconheyd thiu is mer uan thich cuman. Thu bist sunderlicho scone pre filiis hominum, beythe et per diuinitatem et per uirgineam natiuitatem.
Diese Stelle des Hoheliedes interpretiert Williram von Ebersberg als Dialog zwischen Christus und der Kirche.
Siehe dazu auch Ekklesia.

### Moderne Übersetzung
Begriffe aus dem Leidener Willeram (altniederländische, ostfränkische oder lateinische) sind kursiv wiedergegeben.
Abschnitt 22 (Christus spricht zur Kirche):
Schön bist du, meine Freundin, schön bist du; deine Augen sind Taubenaugen. //
Schön bist du an guten Taten, schön bist du an reinen Gedanken. Deine Reinheit/Aufrichtigkeit (eynualdigheyd) wird deutlich (skinet) in allen deinen Taten, denn (wanda) du strebst nicht (niet neruochest) nach Betrug und Heuchelei (ueychenes ande gelichenisses).
Abschnitt 23 (die Kirche spricht):
Schön bist du, mein Geliebter, und ehrsam. //
Du sagst, dass ich schön sei, aber meine Schönheit, die ist mir durch dich gekommen. Du bist besonders schön vor den Menschenkindern, sowohl wegen der göttlichen Natur (per diuinitatem) als auch wegen der jungfräulichen Geburt (per uirgineam natiuitatem).

### Kommentierte Bibelstelle
Die Bibelstellen, die der Willeram-Text kommentiert, stammen aus Hohelied 1, 15–16:
Der deutsche Bibeltext stammt aus einer modernen katholischen Übersetzung.
Ja, du bist schön, meine Freundin, ja, du bist schön! Deine Augen sind Tauben (gleich)!
Ja, du bist schön, mein Geliebter, wirklich reizend!